# 5457 Queen's
5457 Queen's è un asteroide della fascia principale. Scoperto nel 1980, presenta un'orbita caratterizzata da un semiasse maggiore pari a 3,0716559 UA e da un'eccentricità di 0,0240731, inclinata di 3,94871° rispetto all'eclittica.